# ミモザ (ゴスペラーズの曲)
『ミモザ』は、ゴスペラーズ25枚目のシングル。2004年10月27日にキューンミュージックから発売された。

## 解説
表題曲の「ミモザ」は10周年を迎えたゴスペラーズのバラードで、トヨタ自動車「アイシス」のCMソングに使用されていた。タイトルの「ミモザ」は本来花の名前だが、イメージとしてはグラスに注がれたカクテルのミモザをモチーフにしていると言う。
一方で「最高の女性」「最高の愛」というミモザの花言葉も意識しており、本楽曲は文字通り最愛の女性に贈るラブソングとなっている。第55回NHK紅白歌合戦で歌唱された。

## 収録曲
全曲作詞：安岡優／編曲：清水信之
1. ミモザ [4:56]
  - 作曲：黒沢薫、佐々木真里
    - メイン・ヴォーカルは黒沢薫。村上てつやもソロパートあり。
    - スタジオ・アルバム『Be as One』[4]、ベスト・アルバム『G10』[5]、『G20』に収録[6]。
    - ミュージック・ビデオはDVD『THE GOSPELLERS CLIPS 1995-2007 〜COMPLETE〜』に収録[7]。
2. Forever & More [5:24]
  - 作曲：北山陽一、村上てつや、安岡優
3. ミモザ（no lead version）[4:56]

## カバー
ミモザ
- COLOR CREATION - 『BOYS meet HARMONY』に収録。